# Karl Kesel
Karl Kesel (* 7. Januar 1959 in Victor, New York) ist ein US-amerikanischer Comicautor und -zeichner.

## Leben und Arbeit
Kesel hat den Großteil seines beruflichen Lebens damit zugebracht zunächst als Tuschezeichner, später auch als Autor für die US-amerikanischen Verlagsriesen DC-Comics und Marvel Comics zu arbeiten. Gegenwärtig betätigt Kesel, dessen Arbeit vor allem durch den Allround-Künstler Jack Kirby beeinflusst ist, sich als freischaffender Autor für das sogenannte Mercury Studio.
Für DC arbeitete Kesel seit Mitte der 1980er-Jahre als Tuschezeichner. Unter anderem war er in den Jahren nach 1986 damit beauftragt, die Bleistiftzeichnungen von John Byrne für den Flaggschiff-Titel des Verlages, die Comicserie Superman, im sogenannten Inking-Verfahren zu überarbeiten.
Als Autor tat er sich erstmals um 1990 als Autor der Serie Hawk and Dove hervor, die er gemeinsam mit seiner zeitweiligen Ehefrau, Barbara Randall, betreute. Es folgten einige Backup-Stories um die jugendlichen Abenteurer der Newsboy Legion für die Serie Action Comics, bevor Kesel 1993 als Stammautor der Serie Adventures of Superman angeheuert wurde, die er bis 1999 knapp sechs Jahre lang verfasste. Als Zeichner wurden ihm in diesen Jahren Künstler wie Tom Grummett, Barry Kitson und Stuart Immonen zur Seite gestellt. Gemeinsam mit Grummett schuf Kesel 1993 die moderne Version des Superhelden Superboy („Kon El“) dessen eigene Serie er von 1993 bis 1996 und von 1998 bis 2001 als Autor betreute. Weitere bleibende Figuren, die Kesel als Autor der „Super“-Serien schuf, waren der Söldner Stinger, der brutale Außerirdische Massacre, der Geisteskranke Scavanger, das Tiefseemonster King Shark, sowie die rauffreudige Schönheit Knockout und der gutmütige Koloss Scorn.
Von 2000 bis 2002 verfasste Kesel die unter anderem von Terry Dodson visualisierte Serie Harley Quinn.
Für Marvel Comics arbeitete Kesel an den Serien Daredevil und Fantastic Four.